# Tiagabină
Tiagabina este un medicament antiepileptic, fiind utilizat în principal în tratamentul epilepsiei. Calea de administrare disponibilă este cea orală. Prezintă și efect anxiolitic.

## Utilizări medicale
Tiagabina este utilizată, în combinație cu alte anticonvulsivante, în tratamentul unor tipuri de epilepsie, precum sunt crizele parțiale la adulți și la copii cu vârsta mai mare de 12 ani.